# Aït Baâmrane
 (avril 2015).

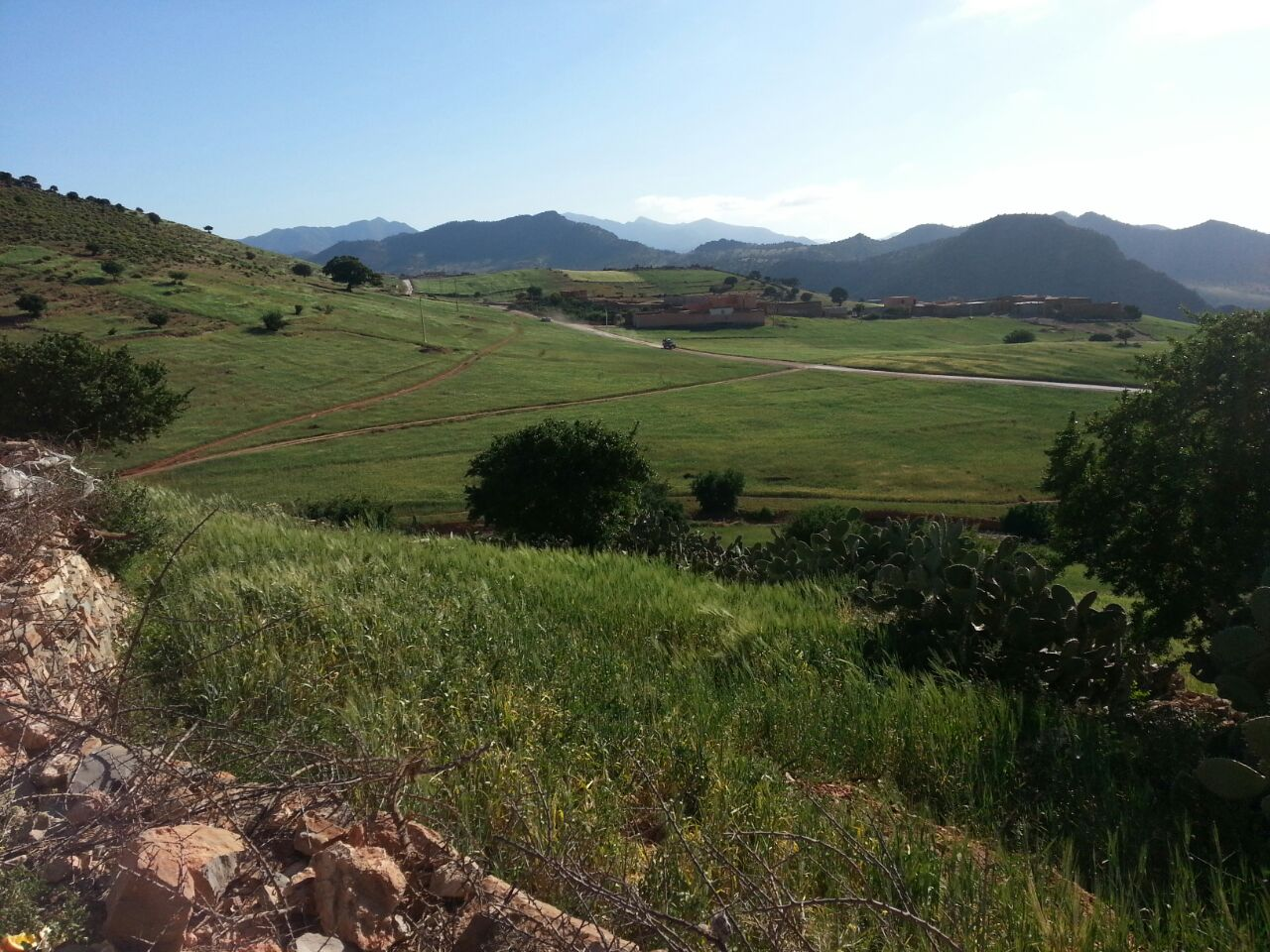
Aït Baâmrane, 2015

Les Aït Baamrane (en Tachelhit : ⴰⵢⵜ ⴱⴰ ⵄⵎⵔⴰⵏ, Ayt Ba Ɛemran) forment une confédération tribale berbère Chleuh établie dans le sud-ouest du Maroc, au Souss. Ils seraient issus des berbères guezoula. Elle est composée de six tribus établies autour de la ville de Sidi Ifni. La tribu voisine de Lakhsass y est liée.
Faisant anciennement partie de l'alliance (leff) du leff du Taguizoult (ou Tagouzoult), certaines fractions avaient néanmoins recours, épisodiquement, au leff opposé du Taheggouat.

## Histoire
Le premier à écrire un ouvrage sur cette confédération fut le "capitaine chleuh", Léopold Justinard.
Les Aït Baâmrane sont célèbres pour leur résistance face à l'occupation : ils ne signent un traité avec l'Espagne qu'en 1934, autorisant cette dernière à s'installer temporairement sur leur territoire, puis déclenchent la guerre d'Ifni en 1957 pour l'en chasser.
Exemple unique d'une tribu au Maghreb réussissant à libérer d'elle-même et de manière définitive son territoire de l'emprise de son colonisateur. Romain Simenel qualifie cette libération d'exploit dans son livre "L'origine est aux frontières : Les Aït Ba'amran, un exil en terre d'arganiers" 

## Composition
La confédération des Aït Baamrane est constituée de six tribus :
- Sbouya (Isbouya en berbère), autour de la commune de Sbouya ;
- Mesti (ou Imestiten), entre Mesti et la ville de Sidi Ifni ;
- Aït Elkhoms, établie sur le territoire entre Mesti à l'ouest, Tangerfa à l'est, Imi n'Faset au sud et Tioughza au nord ;
- Aït Boubker, entre le nord de la ville de Sidi Ifni, le sud du caïdat de Mirleft et l'ouest du caïdat de Tioughza ;
- Aït Iazza, occupant la partie est du caïdat de Tioughza ;
- Aït Abdallah, présente autour de la commune rurale d'Arbaa Aït Abdallah ainsi qu'au nord de la commune rurale de Tangarfa.